# جان مارك بيليتييه
جان مارك بيليتييه (بالإنجليزية: Jean-Marc Pelletier)‏ هو لاعب هوكي الجليد أمريكي، ولد في 4 مارس 1978 في أتلانتا في الولايات المتحدة.

## وصلات خارجية
- جان مارك بيليتييه على موقع دوري الهوكي الوطني (الإنجليزية)
- جان مارك بيليتييه على موقع EliteProspects.com (الإنجليزية)
- جان مارك بيليتييه على موقع Eurohockey.com (الإنجليزية)
- جان مارك بيليتييه على موقع HockeyDB.com (الإنجليزية)
- جان مارك بيليتييه على موقع Hockey-Reference.com (الإنجليزية)